# Love Songs (Bee Gees)
Love Songs è un album di raccolta del gruppo musicale Bee Gees, pubblicato nel 2005.

## Tracce
1. To Love Somebody
2. Words
3. First of May
4. Lonely Days
5. How Can You Mend a Broken Heart
6. How Deep Is Your Love
7. More Than a Woman
8. (Our Love) Don't Throw It All Away
9. Emotion
10. Too Much Heaven
11. Heartbreaker
12. Islands in the Stream
13. Juliet
14. Secret Love
15. For Whom the Bell Tolls
16. Closer Than Close
17. I Could Not Love You More
18. Wedding Day